# Ратници и босоноги
„Ратници и босоноги” је југословенски ТВ филм из 1969. године. Режирала га је Љиљана Билуш а сценарио је написао Миливој Матошец.

## Улоге
| Глумац            | Улога |
| ----------------- | ----- |
| Отокар Левај      |       |
| Мустафа Надаревић |       |
| Јожа Шеб          |       |